# Kotthausen (Marienheide)
Kotthausen  ist ein Ortsteil der Gemeinde Marienheide im Oberbergischen Kreis in Nordrhein-Westfalen.

## Lage und Beschreibung
Der Ort liegt etwa 5,2 km südlich vom Gemeindezentrum Marienheide entfernt.
Der Oberbergische Kreis unterhält in Marienheide-Kotthausen ein Notfallzentrum, das für das gesamte Kreisgebiet die Feuer- und Rettungsleitstelle beinhaltet und eine Atemschutzwerkstatt, Lehrgangsräume, Logistikhallen und eine Schlauchwaschanlage vorhält.

## Geschichte

### Erstnennung
Nach dem Jahr 1450 wurde der Ort das erste Mal urkundlich erwähnt und zwar „Pueri Henonis Norkemans to Kothusen gehören zu den Wachszinsigen des Kölner Apostelstiftes.“
Die Schreibweise der Erstnennung war Kothusen.
1880 nahm der Steinbruch in Kotthausen seine Arbeit auf, ab 1890 wurde intensiv feinkörnige Grauwacke gebrochen für den Einsatz als Werksteine und als Straßenbaumaterial.
Am 1. Juli 1893 ging die Eisenbahnstrecke Gummersbach-Kotthausen-Marienheide-Holzwipper-Meinerzhagen in Betrieb. Kotthausen bekam einen relativ großen Bahnhof mit einer imposanten Gleisanlage und einer Verladeeinrichtung für Grauwacke.
Im Herbst 1958 wurden bei einer Sprengung im Steinbruch Gesteinsbrocken bis in den Ort geschleudert und einige Gebäude beschädigt. Wegen der Gefahr wurde der Steinbruch von Amts wegen geschlossen, die Bundesbahn-eigene Brecheranlage zur Gleisschotterproduktion am Bahnhof Kotthausen stellte den Betrieb ein.
1970 wurde die Stückgut-, Expreßgut- und Gepäckabfertigung am Bahnhof Kotthausen eingestellt. Am 23. Mai 1983 wurde das Publikumsgebäude des Bahnhofs abgerissen, übrig blieben nur der Güterschuppen und das Stellwerk.
Am 30. Mai 1987 wurde der Eisenbahnverkehr zwischen Gummersbach und Marienheide eingestellt, der Bahnhof geschlossen. Die Bahnstrecke wurde aber betriebsbereit gehalten und hin und wieder für Sonderfahrten mit nostalgischen Zügen genutzt.
Am 20. März 2003 wurde der Eisenbahnbetrieb zwischen Gummersbach und Marienheide wieder aufgenommen.

## Freizeit

### Vereinswesen
- MGV Kotthausen
- TV Kotthausen 1921 e. V.
- Verein für Deutsche Schäferhunde Ortsgruppe Kotthausen
- Rheinischer und Bergischer Fahrverein e. V.

### Wander- und Radwege
Durch Kotthausen führt der Rundwanderweg A7 (Marienheide – Däinghausen – Kotthausen – Schöneborn – Späinghausen – Stülinghausen – Bruchertalsperre – Eberg – Marienheide) mit 9,6 Kilometern Länge.

## Kirchliche Einrichtungen
- Ev. Kirchengemeinde Kotthausen
- CVJM Freizeitheim Marienheide-Kotthausen
- Missionswerk Friedensstimme der „Evangeliumsbaptisten“, Gimborner Straße 20
- AWO Kindergarten „Marie-Ansorge“, Paul-Lücke-Straße 18

## Bus und Bahnverbindungen

### Eisenbahn
Kotthausen liegt an der Volmetalbahn und hatte hier einen Bahnhof, der seit Mai 1987 nicht mehr im Personenverkehr bedient wird. Es verkehrt die Oberbergische Bahn von Köln nach Lüdenscheid. Die nächsten Bahnhöfe befinden sich in Marienheide und Gummersbach.

### Linienbus
Haltestellen: Kotthausen Kotthauserhöhe, Kotthausen Wende, Kotthausen Turnhalle
- Linie 336 Remscheid-Lennep – Hückeswagen – Wipperfürth – Marienheide – Gummersbach